# Tipton (Oklahoma)
Tipton és un poble dels Estats Units a l'estat d'Oklahoma. Segons el cens del 2000 tenia 916 habitants.

## Demografia
Segons el cens del 2000, Tipton tenia 916 habitants, 396 habitatges, i 270 famílies. La densitat de població era de 544,1 habitants per km².
Dels 396 habitatges en un 29,8% hi vivien nens de menys de 18 anys, en un 52% hi vivien parelles casades, en un 12,4% dones solteres, i en un 31,8% no eren unitats familiars. En el 31,1% dels habitatges hi vivien persones soles el 18,7% de les quals corresponia a persones de 65 anys o més que vivien soles. El nombre mitjà de persones vivint en cada habitatge era de 2,31 i el nombre mitjà de persones que vivien en cada família era de 2,87.
Per edats la població es repartia de la següent manera: un 25,2% tenia menys de 18 anys, un 7,3% entre 18 i 24, un 22,7% entre 25 i 44, un 23,3% de 45 a 60 i un 21,5% 65 anys o més.
L'edat mediana era de 41 anys. Per cada 100 dones de 18 o més anys hi havia 85,1 homes.
La renda mediana per habitatge era de 24.432 $ i la renda mediana per família de 30.735 $. Els homes tenien una renda mediana de 27.353 $ mentre que les dones 19.375 $. La renda per capita de la població era de 12.217 $. Entorn del 14,1% de les famílies i el 19,3% de la població estaven per davall del llindar de pobresa.

## Poblacions més properes
El següent diagrama mostra les poblacions més properes.